# McLaren Artura
McLaren Artura är en sportbil som den brittiska biltillverkaren McLaren Automotive introducerade i februari 2021.
McLaren Artura är en laddhybridbil där den nyutvecklade V6-motorn kombineras med en elmotor. Den sammanlagda systemeffekten är 680 hk och bilen uppges kunna gå 30 km på ren eldrift.

## Tekniska data
| Tekniska data                  | McLaren Artura                                                        |
| ------------------------------ | --------------------------------------------------------------------- |
| Motor:                         | 6-cylindrig 120° V-motor med biturbo                                  |
| Cylindervolym:                 | 2993 cm³                                                              |
| Max effekt vid varvtal:        | 585 hk vid 7 500 v/min                                                |
| Max vridmoment vid varvtal:    | 720 Nm vid 2 250 v/min                                                |
| Ventilstyrning:                | Dubbla överliggande kamaxlar per cylinderrad, 4 ventiler per cylinder |
| Hybridsystem:                  | Elmotor på 70 kW/225 Nm, 7,4 kWh litiumjonbatteri.                    |
| Växellåda:                     | 8-växlad växellåda med dubbelkoppling                                 |
| Bromsar:                       | Keramiska skivbromsar                                                 |
| Hjulupphängning fram:          | Dubbla tvärlänkar, skruvfjädrar                                       |
| Hjulupphängning bak:           | Multilänkaxel, skruvfjädrar                                           |
| Chassi & kaross:               | Kolfiberchassi med aluminiumkaross                                    |
| Däck:                          | Fram: 235/35 R19 Bak: 295/30 R20                                      |
| Hjulbas:                       | 2640 mm                                                               |
| Längd x bredd x höjd:          | 4539 x 1976 x 1193 mm                                                 |
| Torrvikt:                      | 1395 kg                                                               |
| Acceleration 0 – 100 km/h:     | 3,0 s                                                                 |
| Acceleration 0 – 200 km/h:     | 8,3 s                                                                 |
| Toppfart:                      | 330 km/h                                                              |
| Bränsleförbrukning per 100 km: |                                                                       |
| CO2-utsläpp per km:            |                                                                       |